# Boeing 737
Boeing 737 je putnički zrakoplov američkog proizvođača Boeinga. Zamišljen je kao uskotrupni zrakoplov kraćeg doleta s 60-85 sjedišta s dva turbofen motora ispod krila. Prvi let inačice B737-100 bio je 9. travnja 1967. godine, a prva isporuka za Lufthansu 28. prosinca iste te godine. Četrdeset godina kasnije postaje najproizvođeniji komercijalni putnički mlazni avion u svijetu. Od 1967. neprekidno je u proizvodnji s preko 8000 naručenih i 5857 isporučenih aviona do 2008. Preko 1250 B-737 su u bilo kojem trenutku u zraku a u prosjeku svakih pet sekundi jedan avion negdje poleti ili sleti.

## Povijesni razvoj
Boeing je bio projektiran kao mlazni avion za kraće dolete s ulogom dopune B-727 na kraćim rutama.  Početci projekta krenuli su 11. svibnja 1964. godine. Prvobitni planovi Boeinga nakon intenzivnih istraživanja tržišta bili su izrada 50-60 putničkih aviona za rute od 80 do 1609 km. Nakon što je dobila jamstva da Boeing 737 projekt ne će biti poništen, Lufthansa je postala prvi naručitelj 19. veljače 1965. s naručenih 21 zrakoplova u vrijednosti 67 milijuna dolara. Pregovori s Lufthansom u razvojnom dijelu projekta doveli su do povećanja broja sjedišta na 100.

### Prvotne inačice
Dne 5. travnja 1965. godine Boeing je objavio narudžbu United Airlinesa za 40 B-737. United je tražio nešto veći zrakoplov od originalnog projekta. Boeing je radi toga produžio trup za dodatnih 91 cm ispred i 102 cm iza krila. Nova inačica označena je kao 737-200, dok je izvorna postala 737-100.
Na obje inačice je istovremeno nastavljen rad ali je Boeing 737 za svojim konkurentima BAC 1-11, Douglas DC-9 i Fokker F28, bio u velikom zaostatku. Kako bi ubrzao razvoj Boeing je za izradu novog zrakoplova koristio 60% strukture (najviše trup zrakoplova) i sustava od postojećeg 727. Širina trupa bila je dovoljna za 6 sjedala u jednom redu (u odnosu na 1-11 i DC-9 koji imaju pet u istom redu.) Proširen presjek i kratki trup aviona s motorima na repnom dijelu stvarao je aerodinamičke probleme te su se inženjeri odlučili za ugradnju motora na nosače ispod krila (što je za ono doba bilo neuobičajeno). Stavljanje ove težine (motori) ispod centra težišta dovelo je i do smanjenja naprezanja konstrukcije, što je omogućeno ugradnju lakšeg krila a trup zrakoplova je i dalje bio blizu tla što je opet pojednostavilo opsluživanje aviona. Izbor motora pao je na turbofenski Pratt & Whitney JT8D-1. S motorima ovješenim ispod krila Boeing se odlučio za ugradnju horizontalnog stabilizatora na trup aviona za razliku od T repa na Boeingu 727.
Prvotno se 737 počeo sastavljati u postrojenju Boeinga na zračnoj luci King Country u Kaliforniji jer su se u tvornici na zračnoj luci u Rentonu sklapali B-707 i B-727. Nakon 271 izrađenih zrakoplova sastavljanje aviona se ipak pri kraju 1970. seli u Renton. Veći dio trupa izrađivan je u Wichiti, Kansas a u Rentonu su ugrađivna krila, podvozje i na kraju proizvodne linije motori, avioelektronika i interijer. Nakon izlaska iz proizvodne linije ispitivani su sustava zrakoplova i motori te su avioni prije isporuke kupcima imali svoj probni let.
Prvi od šest -100 prototipa iz tvornice je izašao u prosincu 1966. godine, a probni let je imao 9. travnja 1967. Tijekom gotovo 1.300 sati leta testiranja otkriveno je da zrakoplovi proizvode dodatni otpor pri velikim brzinama koji bi mogao savinuti zadnju ramenjaču krila pri opterećenju od 34% iznad normalnog. Problem je riješen dodatnim ojačanjima ali je zrakoplov s time dobio na težini. 15. prosinca 1967. Federal Aviation Administration izdaje plovidbenu dozvolu za komercijalne letove Boeinga 737-100. 737 je bio prvi zrakoplov koji je kao dio svog certifikata imao odobrenje za "prilaz u kategoriji II" (visina odluke ispod 61 m (200 ft).  Lufthansa je svoj prvi zrakoplov dobila 28. prosinca 1967. a počevši s letovima 10. veljače 1968. postaje prvi ne-američki zračni prijevoznik koji u redovne letove uvodi boeingov avion. Lufthansa je bila jedini veći kupac 737-100. Proizvedeno je samo 30 zrakoplova ove inačice.
Inačica 737-200 imala je svoj prvi let 8. kolovoza 1967. Plovidbenu dozvolu FAA je izdala 21. prosinca 1967. United je s ovim avionom prvi let imao 28. travnja 1968. iz Chicaga u Grand Rapids, Michigan. 1968. godine uveden je novi sustav riversa (skretač mlaza) koji je postao standard na svim zrakoplovima poslije ožujka 1969. Sustav je ugrađen i na sve prijašnje aktivne zrakoplove. Pojava povećanog otpora riješena je dužom gondolom motora i poboljšanim opstrujavanjem zraka preko zakrilaca i pretkrilaca. Poboljšan je i sustav pokretanja zakrilaca s čime je omogućena njihova povećana uporaba tijekom uzlijetanja i slijetanja. Sve ove promjene zrakoplovu su povećale nosivost i dolet te su te poboljšane osobine utjecale i na smanjenje potrebne dužine za slijetanje i uzlijetanje. Do svibnja 1971. svi zrakoplovi serije -200 modificirani su na ovaj standard, uključujući i ugradnju jačih motora i većih spremnika za gorivo. Avionima je u odnosu na početnu inačicu -200 povećan dolet za 15%. Poznat kao "napredni" 737-200, avion je postao standard u proizvodnji od lipnja 1971. godine. 
1970. Boeing je zaprimio samo 37 narudžbi. U financijskim teškoćama razmatrano je i gašenje 737 proizvodnih linija i prodaju projekta japanskoj zrakoplovnoj tvrtki. Nakon otkazivanja izrade nadzvučnog Boeinga 2707 i nastavka proizvodnje 747, oslobodilo se dovoljno financijskih sredstava za nastavak 737 programa. U pokušaju povećanja prodaje Boeing nudi razne opcije uključujući i promjenjive inačice Boeing 737C (eng.: Convertible) (i u -100 i -200 seriji). Na modele su ugrađena teretna vrata 340 x 221 cm s lijeve strane odmah iza pilotske kabine te su na ojačani pod ugrađeni valjci za lakši i brži utovar paleta za teret. 737QC (eng: Quick Change) inačica za još bržu pretvorbu iz teretnog u putnički zrakoplov imala je i sjedišta ugrađena na paletama. S poboljšanim osobinama za slijetanje na kraće piste Boeing je ponudio i inačicu -200 opremljenu za slijetanje i na obične zemljane piste. Aljaska Airlines je jednu takvu inačicu koristila za letove na slabo naseljene dijelove Aljaske. 
1988. godine ugašena je proizvodnja  -200 nakon 1.114 izrađenih zrakoplova. Zadnji avion ove inačice dostavljen je Xiamen Airlinesu 8. kolovoza 1988.

### Poboljšane inačice (737 Classic)
Prva veća modifikacija 737 počela se razvijati u 1979. godini. Boeing je planirao povećanje kapaciteta i dolet kao i poboljšanja koja bi avionu dala tada suvremene osobine. Istovremeno je 737 trebao zadržati svoj prepoznatljiv izgled. 1980. predstavljen je model zrakoplova s novim osobinama s oznakom -300 a njegov razvoj započeo je u ožujku 1981. Za pokretanje zrakoplova izabrani su CFM56-3B-1 turbofen motori koji su dali značajnu uštedu u potrošnji goriva i smanjenje buke ali i postavili izazov za izvedbu ugradnje radi vrlo malog rastojanja između motora i tla te njegovog promjera u odnosu na originalni Pratt Whitney motor. Boeing i dobavljač motora CFMI riješio je problem "izvlačenjem" motora ispred krila i premještanjem njegovih agregata sa strane i ispod, dajući motoru jedna poseban elipsasti uvodnik zraka.
Zbog produženja trupa u predjelu krila za 2,87 m broj sjedišta u zrakoplovu narastao je na 149. Krila su također prošla niz promjena radi poboljšana njihove aerodinamike a vrhovi su im produženi za 23 cm. Razmah krila povećan je za 53 cm. Predkrilca i zakrilca su također prilagođena prethodnim promjenama. U pilotskoj kabini pojavio se EFIS (eng.:Electronic Instrumentation Flight System) sustav a putnička kabina aviona dobila je izgled sličan onima koje su razvijene na Boeingu 757. Prototip -300 svoj prvi let je imao 24. veljače 1984. Ovaj prototip i još dva modela zrakoplova za proizvodnju letjela su devet mjeseci dugi program za dobivanje certifikata.
U lipnju 1986. Boeing je najavio razvoj 737-400 inačice, kojem je trup aviona produžen za daljnjih 3,45 m, čime se povećava broj putnika na 170. Radi povećane težine zrakoplova ugrađeni su jači turbofen CFM56s motori.Prvi let -400 inačica je imala 19. veljače 1988. i nakon sedmomjesečnog probnog programa/500 sati leta aviokompanija Piedmont Airlines počinje redovne letove. B737-400 jedan je od glavnih konkurenata Airbusu A320.
Serija -500 je bila ponuđena, s obzirom na zahtjev kupca, kao moderna i izravna zamjena za 737-200. Najkraći je zrakoplov u seriji. Ujedinila je sva poboljšanja ugrađena u klasične inačice što je dovelo do veće ekonomičnosti s manje putnika na dužim rutama. Trup aviona je produžen za 47 cm u odnosu na 737-200 te je avion mogao prevesti i do 132 putnika. Na -500 seriji bila je dostupna i starija "mehanička" izvedba pilotske kabine i "Glass cockpit" pilotska kabina s EFIS sustavom. Korištenje CFM56-3 motora omogućilo je 25% povećanu efikasnost goriva u usporedbi sa starijim P&W motorima.
737-500 je saživio 1987. kada je aviokompanija Southwest Airlines naručila 20 zrakoplova. Prvi let bio je 30. lipnja 1989. Za dobivanje letne dozvole jedini prototip preletio je 375 sati a prva isporuka bila je 28. veljače 1990. godine. 737-500 je postao omiljen avion nekih ruskih aviokompanija. Aeroflot-Nord, S7 Airlines, Rossiya Airlines su sve kupile korištene modele zrakoplova za zamjenu zastarjele flote sovjetskih aviona.
Nakon uvođenja -600/700/800/900 inačica, -300/400/500 dobila je naziv klasična serija.

### Sljedeća generacija (737 Next Generation)
Zatečen s modernim Airbusom A320, Boeing pokreće 1991. godine program razvoja unaprijeđene serije zrakoplova. Nakon konzultacija s potencijalnim kupcima Boeing 17. studenog 1993. objavljuje projekt 737 Sljedeće generacije (eng. Next Generation). 737NG obuhvaća -600, -700, -800 i -900 inačice, na kojima je najznačajnija preinaka redizajn konstrukcije aviona. Osobine 737NG zapravo pokazuju potpuno novi zrakoplov iako je i dalje on zadržao svoj prepoznatljiv izgled. Modificirana su krila kojima je površina uvećana za 25% a njihov razmah za 4,88 m s čime se povećao i kapacitet goriva za ukupno 30%. Ova tri poboljšanja povećala su dolet 737 za 900 NM, što je ovaj zrakoplov uveo u transkontinentalnu uslugu. Kao opcija na B737-700 i 800 ponuđen je 2,4 m velik vrh krila (eng. Winglet). Repne površine također su povećane. Avioni koriste tiše i štedljivije CFM56-7b motore. Samo ispitivanje uključivalo je 10 zrakoplova: 3 - 600, 4 -700 i 3-800 inačica. Prvi NG, -700 iz tvornice je izašao 8. prosinca 1996. i bio je to tada 2.843. izrađeni 737. Prvi let bio je 9. travnja 1997. godine.
Prototip -800 svoje prvo prikazivanje je imao 30. lipnja 1997. a prvi let je bio 31. srpnja 1997. Najmanji iz ove generacije aviona bila je inačica  -600 (iste veličine kao -500). Kao posljednja u nizu izrada inačice je pokrenuta u prosincu 1997. a u zrak se prvi put vinula 22. siječnja 1998. Letna dozvola izdana je 18. kolovoza 1998.
2004. godine Boeing je ponudio i nadogradnju avion za mogućnost slijetanja na kraće piste kao odgovor na zahtjev brazilske aviokompanije Gol Transportes Aéreos, koji često koristi manje aerodrome. Opcijski paket je dostupan za modele 737NG i standardna je oprema za 737-900ER. 
Nasljednik ove generacije aviona trebao bi biti Boeing 787. čiji se prvi let planira za kraj 2009. godine.

#### 737-600
737-600 je direktna zamjena za 737-500 s namjerom dostizanja prodaje DC-9. Prvi naručitelj ove inačice bio je Scandinavian Airlines System 1995. a prvi zrakoplov dostavljen je 18. rujna 1998. – 600 je jedini Boeing 737 u proizvodnji koji i dalje ne uključuje "winglete" kao opciju.

#### 737-700
Na 737-700 je bio prvi iz serije Sljedeće generacije pokrenut s narudžbom Southwest Airlinesa u studenom 1993. Inačica je bila bazirana na 737-300 a u redovne letove ulazi 1998. Avion je zamjena za 737-300 a direktni konkurent mu je A319. Standardnim razmještajem sjedišta može prevesti 132 putnika u dva razreda ili 149 u konfiguraciji ekonomske klase. 
737-700C promjenjiva je inačica na kojoj se mogu skinuti sjedišta te zrakoplov služi za prijevoz tereta koji se utovaruje kroz velika teretna vrata na lijevoj strani trupa. Ratna mornarica SAD-a prvotni je naručitelj ove podinačice.
737-700ER pokrenut je 31. siječnja 2006. narudžbom All Nippon Airwaysa a prvi avion bio je isporučen 16. veljače 2007. Kombinacija je trupa 737-700 te krila i podvozja sa 737-800. Dolet zrakoplova je 10.205 km a može prevesti 126 putnika u konfiguraciji dvije klase. Konkurent za ovaj model je A319LR. Krajem srpnja 2008. Delta Air Lines preuzela je prvih 10 -700 aviona.

#### 737-800
737-800 je produžena inačica 737-700 izrađena za zamjenu 737-400 i za popunjavanje praznine koja je nastala prekidom izrade McDonnell Douglas MD-80 i MD-90. Inačica -800 krenula je nakon narudžbe Hapag-Lloyd Fluga (sada TUIfly) 1994. godine a u redovni servis ulazi 1998. godine. 737-800 ima 162 sjedala u konfiguraciji dva razreda, odnosno 189 u jednom razredu. Direktni je konkurent A320. Mnoge američke zrakoplovne kompanije 737-800 smatraju kao konačnu zamjenu za zastarjeli Boeing 727-200, McDonnell Douglas MD-80 i MD-90. 
P-8 Poseidon je 737-800ERX (eng.: "Extended Range") s kojim je 14. lipnja 2004. Boeing Integrated Defense Systems pobijedio Lockheed Martin u natječaju za zamjenu pomorskog ophodnog aviona P-3 Orion.

#### 737-900
Zadnja, najduža inačica ove serije koju je Boeing predstavio je 737-900. Kako je -900 zadržao istu konfiguraciju izlaza kao što je i na  -800, kapacitet sjedišta je ograničen na 177 mjesta u dvije klase, odnosno 189 u jednoj klasi. 737-900 ima i isti MTOW i kapacitet goriva žrtvujući dolet za korisni teret. Avion je 1997. prva naručila Alaska Airlines a isporuka je bila 15. svibnja 2001. Isporučeno je ukupno 25 zrakoplova.
737-900ER (s oznakom projekta 737-900X), je najveća inačica na liniji Boeinga 737 i uvedena je kako bi pokrila putnički kapacitet nakon prestanka izrade 757-200 i kao direktna konkurencija Airbusu A321. Dodatni par izlaznih vrata i ravna stražnja pregrada kabine (stražnja pregrada kabine pod tlakom) omogućili su povećanje sjedišta do 180 u 2-klasnoj konfiguraciji ili 215 putnika u jednoj klasi. S dodatnim spremnicima za gorivo i ugradnjom standardnih wingleta povećao se i dolet. 
Prvi 737-900ER izašao je iz tvornice u Rentonu 8. kolovoza 2006. a njegov kupac Lion Air preuzeo ga je 27. travnja 2007. Avion je obojan posebnom dvostrukom shemom, lav kao zaštitni znak aviokompanije nalazi se na vertikalnom stabilizatoru a trup je obojan boeingovom bojom.

#### Poslovne inačice
Planovi za poslovnu inačicu 737 nisu novi. U kasnim 1980. Boeing je prodao svoju prvi poslovni mlažnjak Boeing jet 77-33, u stvari preinačen 737-300. Nakon što je uvedena serija sljedeće generacije Boeing je predstavio Boeing Business Jet (BBJ). 
BBJ-1 je sličnih dimenzija kao 737-700 ali ima jača krila i podvozje kao ono na 737-800. Povećan je i dolet (pomoću dodatnih spremnika goriva) nad drugim 737 modelima. Prvi BBJ iz tvornice je izašao 11. kolovoza 1998. a prvi let bio je 4. rujna te godine.
11. listopada 1999. Boeing pokreće projekt BBJ2. Temeljen na 737-800, duži je za 5,84 m od BBJ, ima 25% više kabinskog prostora i dvostruko veći prtljažni prostor. Neznatno mu je jedino smanjen raspon. Opremljen je i s dodatnim spremnicima u trupu a na vrhovima krila ugrađeni su mu wingleti. Prvi BBJ2 je isporučen 28. veljače 2001.
Boeing BBJ3 je baziran na 737-900ER. Ima 104 m2 kabinskog prostora što je 35% više kabinskog prostora i 89% više prtljažnog prostora od BBJ2. Uz pomoćni sustav goriva dolet je povećan na 8.751 km. Boeing je prvi avion završio kolovozu 2008.

### 737 MAX
2011. Boeing je najavio program 737 MAX, u kojem će ponuditi tri varijante - 737-7, 737-8 i 737-9. Ovi zrakoplovi će zamijeniti 737-700, 737-800 i 737-900ER. Glavne promjene su korištenje novih CFM LEAP-1B motora, dodatnih fly-by-wire kontrola na spojlerima, a produžena je i nosna noga podvozja kako bi se mogao ugraditi novi motor većeg promjera. Isporuke ove nove varijante planirane su za 2017. godinu. 

## Dizajn
Motori na 737 klasičnoj (-300, -400, -500) i seriji sljedeće generacije (-600, -700, -800, -900) za razliku od većine drugih avionskih motora nemaju uobičajen okrugli uvodnik zraka. Originalni 737 je dizajniran za male Pratt & Whitney motore. Agregati koji se uobičajeno nalaze ispod, na većem CFM56 motoru premješteni su na njegovu lijevu stranu (nešto ispod njegove poprečne osi) kako bi se postigao propisani razmak između motora i tla. Ovakva ugradnja je "krivac" za nešto zaobljeniji, trokutasti oblik usisnika. Radi blizine usisnika zraka zemlji motori su često oštećivani usisavanjem raznih predmeta (eng.:Foreign Object Damage (FOD)) tijekom taksiranja. 
737 nisu opremljeni sustavom za ispuštanje goriva tijekom leta. Ovisno o hitnosti situacije 737 mora ili kružiti kako bi potrošio gorivo i s time bio lakši na slijetanju ili sletjeti pretežak. Radi smanjenja troškova i težine 737 nema puna vrata za prekrivanje uvučenog glavnog podvozja. Glavno podvozje ulazi u otvore ispod trupa a aerodinamičku cjelinu uvučenog podvozja zatvaraju na njemu učvršćeni profili i sami kotači, čija je vanjska strana izložena strujanju zraka tijekom leta. Obloge kotača moraju biti na svojim mjestima i bez njih je zabranjeno letjeti. One su povezane s davačima brzine na zemlji koja utječe na sustav protiv proklizavanja pri kočenju. 
Na većini pilotskih kabina 737 ugrađeni su dodatni prozori pozicionirani iznad glavnog štitnika od sunca. Ovi prozori po prvi puta su se našli na 707 a dozvoljavaju veću vidljivost u zaokretu i bolji pregled na nebo pri navigaciji po zvijezdama. Sa suvremenom avioelektronikom postali su suvišni i u stvari samo pojačavaju bljesak sunca smanjujući vidljivost na zaslonima EFIS sustava. Od 2004. se više ne ugrađuju osim na vojnoj inačici i to na zahtjev kupca. Standardni wingleti su dostupni kao dodatak u proizvodnji i novih 737 zrakoplova. Visoki su oko 2,4 m. S ugrađenim wingletima avion ima manju potrošnju goriva (zbog smanjivanja vrtloženja zraka u tom predjelu smanjuje se otpor), smanjuje se habanje motora i buka pri uzlijetanju. Paket nadogradnje koji omogućuje slijetanje na kraće uzletno-sletne staze je dostupan za 737-600, -700 i -800. On omogućuje korisnicima letjeti s većom težinom korisnog tereta na zračne luke čija je pista ispod 1.500 m. Paket se sastoji od: zabrtvljenih predkrilaca s čime se poboljšao uzgon, dva položaja repnog stabilizatora s čime se dodatno smanjila potrebna brzina slijetanja i povećanim otklonom zračnih kočnica nakon slijetanja. Ova poboljšanja su standardna na 737-900ER. 

## Usporedba
|                              | 737-100                                                     | 737-400                                                      | 737-500                                                      | 737-600                                                      | 737-700/ 737-700ER                                           | 737-800                                                            | 737-900ER                                                                                         |
| ---------------------------- | ----------------------------------------------------------- | ------------------------------------------------------------ | ------------------------------------------------------------ | ------------------------------------------------------------ | ------------------------------------------------------------ | ------------------------------------------------------------------ | ------------------------------------------------------------------------------------------------- |
| Posada                       | Dvoje                                                       | Dvoje                                                        | Dvoje                                                        | Dvoje                                                        | Dvoje                                                        | Dvoje                                                              | Dvoje                                                                                             |
| Kapacitet sjedišta           | 118 (1-klasa, mali razmak) 104 (1-klasa, standard)          | 168 (1-klasa, mali razmak), 159 (1-klasa, standard)          | 132 (1-klasa, mali razmak), 123 (1-klasa, standard))         | 132 (1-klasa, mali razmak), 123 (1-klasa, standard))         | 149 (1-klasa, mali razmak), 140 (1-klasa, standard)          | 189 (1-klasa, mali razmak), 175 (1-klasa, standard), 162 (2-klase) | 215 (1-klasa, vrlo mali razmak), 204 (1-klasa, mali razmak), 177 (1-klasa, standard)              |
| Razmak sjedišta              | 76,2 cm (1-klasa, mali razmak), 86,36 cm(1-klasa, standard) | 76,2 cm (1-klasa, mali razmak), 81,28 cm (1-klasa, standard) | 76,2 cm (1-klasa, mali razmak), 81,28 cm (1-klasa, standard) | 76,2 cm (1-klasa, mali razmak), 81,28 cm (1-klasa, standard) | 76,2 cm (1-klasa, mali razmak), 81,28 cm (1-klasa, standard) | 76,2 cm (1-klasa, mali razmak), 81,28 cm (1-klasa, standard)       | 71,12 cm(1-klasa, vrlo mali razmak), 76,2 cm (1-klasa, mali razmak), 81,28 cm (1-klasa, standard) |
| Širina sjedala               | 43,7 cm (1-klasa)                                           | 43,7 cm (1-klasa)                                            | 43,7 cm (1-klasa)                                            | 43,7 cm (1-klasa)                                            | 43,7 cm (1-klasa)                                            | 43,7 cm (1-klasa)                                                  | 43,7 cm (1-klasa)                                                                                 |
| Dužina                       | 28,6 m                                                      | 36,5 m                                                       | 31,1 m                                                       | 31,2 m                                                       | 33,6 m                                                       | 39,5 m                                                             | 42,1 m                                                                                            |
| Razmah krila                 | 28,3 m                                                      | 28,9 m                                                       | 28,9 m                                                       | 35,7 m                                                       | 35,7 m                                                       | 35,7 m                                                             | 35,7 m                                                                                            |
| Visina                       | 11,3 m                                                      | 11,1 m                                                       | 11,1 m                                                       | 12.6 m                                                       | 12,5 m                                                       | 12,5 m                                                             | 12,5 m                                                                                            |
| Strijela krila               | 25°                                                         | 25°                                                          | 25°                                                          | 25,02°                                                       | 25,02°                                                       | 25,02°                                                             | 25,02°                                                                                            |
| Širina trupa                 | 3,76 m                                                      | 3,76 m                                                       | 3,76 m                                                       | 3,76 m                                                       | 3,76 m                                                       | 3,76 m                                                             | 3,76 m                                                                                            |
| Visina trupa                 | 4,01 m                                                      | 4,01 m                                                       | 4,01 m                                                       | 4,01 m                                                       | 4,01 m                                                       | 4,01 m                                                             | 4,01 m                                                                                            |
| Širina kabine                | 3,54 m                                                      | 3,54 m                                                       | 3,54 m                                                       | 3,54 m                                                       | 3,54 m                                                       | 3,54 m                                                             | 3,54 m                                                                                            |
| Visina kabine                | 2,20 m                                                      | 2,20 m                                                       | 2,20 m                                                       | 2,20 m                                                       | 2,20 m                                                       | 2,20 m                                                             | 2,20 m                                                                                            |
| Težina zrakoplova            | 28.120 kg                                                   | 33.200 kg                                                    | 31.300 kg                                                    | 36.378 kg                                                    | 38.147 kg                                                    | 41.413 kg                                                          | 44.676 kg                                                                                         |
| MTOW                         | 49.190 kg                                                   | 68.050 kg                                                    | 60.550 kg                                                    | 66.000 kg                                                    | Basic: 70.080 kg ER: 77.565 kg                               | 79.010 kg                                                          | 85.130 kg                                                                                         |
| Maksimalna težina slijetanja | 44.906 kg                                                   | 56.246 kg                                                    | 49.895 kg                                                    | 55.112 kg                                                    | 58.604 kg                                                    | 66.361 kg                                                          | 66.361 kg                                                                                         |
| Kapacitet tereta             | 18,4 m³                                                     | 38,9 m³                                                      | 23,3 m³                                                      | 21,4 m³                                                      | 27,3 m³                                                      | 45.1 m³                                                            | 52,5 m³                                                                                           |
| Dužina zaleta s MTOW         | 1.990 m                                                     | 2.540 m                                                      | 2.470 m                                                      | 2.400 m                                                      | 2.480 m                                                      | 2.450 m                                                            | 2.450 m                                                                                           |
| Visina leta                  | 10.700 m                                                    | 11.300 m                                                     | 11.300 m                                                     | 12.500 m                                                     | 12.500 m                                                     | 12.500 m                                                           | 12.500 m                                                                                          |
| Brzina leta                  | 780 km/h                                                    | 780 km/h                                                     | 780 km/h                                                     | 828 km/h                                                     | 828 km/h                                                     | 828 km/h                                                           | 823 km/h                                                                                          |
| Najveća brzina               | 876 km/h, 473 kt                                            | 876 km/h, 473 kt                                             | 876 km/h, 473 kt                                             | 876 km/h, 473 kt                                             | 876 km/h, 473 kt                                             | 876 km/h, 473 kt                                                   | 876 km/h, 473 kt                                                                                  |
| Dolet s maks. teretom        | 3.440 km                                                    | 4.005 km                                                     | 4.444 km                                                     | 5.648 km                                                     | Basic: 6.230 km WL: 7.220 km ER: 9.955 km                    | 5.665 km                                                           | 4.996 km (1 klasa sjedišta), 5.925 km (2 klase sjedišta) s dva dodatna spremnika goriva           |
| Maks. količina goriva        | 17.860 l                                                    | 23.170 l                                                     | 23.800 l                                                     | 26.020 l                                                     | 26.020 l                                                     | 26.020 l                                                           | 29.660 l                                                                                          |
| Motor (2x)                   | Pratt & Whitney JT8D-7                                      | CFM International 56-3B-2                                    | CFM 56-3B-1                                                  | CFM 56-7B20                                                  | CFM 56-7B26                                                  | CFM 56-7B27                                                        | CFM 56-7                                                                                          |
| Maks. potisak (2 x)          | 84,5 kN                                                     | 97,9 kN                                                      | 89,0 kN                                                      | 91,6 kN                                                      | 116,0 kN                                                     | 121,4 kN                                                           | 121,4 kN                                                                                          |

## Isporuke B 737
| 2008 | 2007 | 2006 | 2005 | 2004 | 2003 | 2002 | 2001 | 2000 | 1999 | 1998 | 1997 | 1996 | 1995 | 1994 | 1993 | 1992 | 1991 | 1990 | 1989 | 1988 |
| ---- | ---- | ---- | ---- | ---- | ---- | ---- | ---- | ---- | ---- | ---- | ---- | ---- | ---- | ---- | ---- | ---- | ---- | ---- | ---- | ---- |
| 290  | 330  | 302  | 212  | 202  | 173  | 223  | 299  | 281  | 320  | 281  | 135  | 76   | 89   | 121  | 152  | 218  | 215  | 174  | 146  | 165  |
| 1987 | 1986 | 1985 | 1984 | 1983 | 1982 | 1981 | 1980 | 1979 | 1978 | 1977 | 1976 | 1975 | 1974 | 1973 | 1972 | 1971 | 1970 | 1969 | 1968 | 1967 |
| 161  | 141  | 115  | 67   | 83   | 95   | 108  | 92   | 77   | 40   | 25   | 41   | 51   | 55   | 23   | 22   | 29   | 37   | 114  | 105  | 4    |

- Zadnja obnova: 20. siječnja 2009.[42]

## Vanjske poveznice
- boeing.com/commercial/737family/background.html
- THE BOEING 737 TECHNICAL SITE
- Boeing 737 New Generation Twin-Engine Airliner
- The Boeing 737 story